# 13293 Mechelen
13293 Mechelen è un asteroide della fascia principale. Scoperto nel 1998, presenta un'orbita caratterizzata da un semiasse maggiore pari a 2,4629362 au e da un'eccentricità di 0,0337826, inclinata di 5,79273° rispetto all'eclittica.
L'asteroide è dedicato alla città belga di Malines, attraverso il suo esonimo in lingua inglese.